# Bangladesh op de Olympische Zomerspelen 2016
Bangladesh nam deel aan de Olympische Zomerspelen 2016 in Rio de Janeiro, Brazilië. Zeven atleten uit vijf sporten behoorden tot de selectie, die daarmee de grootste selectie van Bangladesh in haar olympische geschiedenis was. Golfer Siddikur Rahman droeg de Bengalese vlag tijdens de openingsceremonie. Rahman was de eerste Bengalees die zich op eigen kracht kwalificeerde voor de Olympische Spelen, in plaats van afhankelijk te zijn van wildcards van de Olympische tripartitecommissie of vrijgekomen plaatsen.

## Deelnemers en resultaten
(m) = mannen, (v) = vrouwen 

### Atletiek
| Olympiër          | Discipline | Resultaat | Prestatie                |
| ----------------- | ---------- | --------- | ------------------------ |
| Mezbahuddin Ahmed | 100 m (m)  | 75e       | voorronde 2: 4e in 11,34 |
|                   |            |           |                          |
| Shirin Akter      | 100 m (v)  | 74e       | voorronde 1: 5e in 12,99 |

### Boogschieten
| Olympiër       | Discipline      | Resultaat | Prestatie                                                            |
| -------------- | --------------- | --------- | -------------------------------------------------------------------- |
| Shamoli Ray VS | individueel (v) | 33e       | plaatsingsronde: 53e met 600 punten 1e ronde: V van MEX Bayardo: 0-6 |

### Golf
| Olympiër           | Discipline | Resultaat | Prestatie                                       |
| ------------------ | ---------- | --------- | ----------------------------------------------- |
| Siddikur Rahman VO | mannen     | 58e       | ronde 1: 75 ronde 2: 70 ronde 3: 75 ronde 4: 75 |

### Schietsport
| Olympiër          | Discipline           | Resultaat | Prestatie                                                                |
| ----------------- | -------------------- | --------- | ------------------------------------------------------------------------ |
| Abdullah Hel Baki | 10 m luchtgeweer (m) | 25e       | kwalificatie: 25e met 621,2 punten (103,8-104,0-105,4-103,6-100,6-103,8) |

### Zwemmen
| Olympiër              | Discipline          | Resultaat | Prestatie            |
| --------------------- | ------------------- | --------- | -------------------- |
| Mahfizur Rahman Sagor | 50 m vrije slag (m) | 54e       | serie 5: 5e in 23,92 |
|                       |                     |           |                      |
| Sonia Akter Tumpa     | 50 m vrije slag (v) | 69e       | serie 3: 3e in 29,99 |